# Gentilicamelus
Gentilicamelus — вимерлий рід верблюдових, ендемічний для Північної Америки. Він жив у ранньому міоцені 23,0–20,4 млн років тому, проіснував приблизно 3 мільйони років.